# Смешанная эстафета (биатлон)
Сме́шанная эстафе́та — командное состязание в биатлоне.
Команда состоит из четырёх спортсменов — представителей одной страны. Каждый биатлонист проходит один этап, составляющий 6 км для женщин и юниорок и 7,5 км для мужчин и юниоров, с двумя огневыми рубежами. По одному представителю от каждой страны стартуют одновременно и, пробежав свой этап, передают эстафету следующему биатлонисту из своей команды. Начинают гонку либо женщины, либо мужчины (в зависимости от решения организаторов соревнований). Если на первом этапе смешанной эстафеты стартуют женщины, то второй этап тоже бегут женщины, а уже затем вступают мужчины (3-й и 4-й этапы). Во втором варианте соревнования первыми бегут мужчины, а финишируют женщины. Первая стрельба — лёжа, вторая — стоя. Спортсмен, как и в обычной эстафете имеет по три запасных патрона на каждой стрельбе. Если биатлонист истратит запасные патроны, то за каждый последующий промах предусмотрено прохождение штрафного круга, равного 150 м.
Смешанная эстафета — один из самых молодых видов биатлонных состязаний, которые проводятся в рамках Чемпионатов мира и Кубка мира. Впервые смешанная эстафета была проведена на пятом этапе Кубка мира сезона 2002/2003, 16 января 2003 года в немецком Рупольдинге, тогда спортсмены бежали 4х4,8 км. Победу в первой в истории гонке одержала сборная России (Анна Богалий, Сергей Русинов, Ольга Зайцева, Сергей Башкиров).
В рамках Чемпионатов мира смешанная эстафета была впервые проведена в 2005 году в Ханты-Мансийске. Первыми чемпионами и чемпионками мира на этой дистанции стали российские биатлонисты Ольга Пылёва, Светлана Ишмуратова, Иван Черезов и Николай Круглов.
Смешанные эстафеты также проводятся на соревнованиях (в том числе на чемпионатах мира с 2008 года) по летнему биатлону.
Решением от 6 апреля 2011 года смешанная эстафета была включена в программу Олимпийских игр.
19 февраля 2014 года на Олимпиаде в Сочи прошла первая олимпийская смешанная эстафета, победу в которой одержала сборная команда Норвегии в составе Тура Бергер, Тириль Экхофф, Уле-Эйнар Бьёрндален, Эмиль Хегле Свендсен.